# میرکووو
میرکووو (به بلغاری: Mirkovo) یک منطقهٔ مسکونی در بلغارستان است که در استان صوفیه واقع شده‌است. میرکووو  ۱٬۷۰۰ نفر جمعیت دارد و ۷۱۵ متر بالاتر از سطح دریا واقع شده‌است.